# Haustorioides koreanus
Haustorioides koreanus is een vlokreeftensoort uit de familie van de Dogielinotidae. De wetenschappelijke naam van de soort is voor het eerst geldig gepubliceerd in 1988 door Jo.